# Ride of Steel
Ride of Steel in Six Flags Darien Lake (Darien Center, New York, USA) ist eine Stahlachterbahn vom Modell Mega Coaster des Herstellers Intamin, die am 15. Mai 1999 als Superman: Ride Of Steel eröffnet wurde. Eine spiegelbildlich baugleiche Anlage fährt unter dem Namen Superman: Ride Of Steel in Six Flags America. Eine ähnliche Bahn fährt unter Superman The Ride (früher ebenfalls Superman - Ride of Steel) in Six Flags New England.
Die 1645,9 m lange Strecke erreicht eine Höhe von 63,4 m und besitzt einen 62,5 m hohen First Drop von 68°, auf dem die Züge eine Höchstgeschwindigkeit von 117,5 km/h erreichen.

## Züge
Ride of Steel besitzt zwei Züge mit jeweils acht Wagen. In jedem Wagen können vier Personen (zwei Reihen à zwei Personen) Platz nehmen. Die Fahrgäste müssen zwischen 1,37 m und 1,93 m groß sein, um mitfahren zu dürfen.